# Geozentrische Breite

Geozentrische Breite ψ (die geografische Breite wird hier mit B bezeichnet)

Als geozentrische Breite (meist mit ψ (psi) bezeichnet) eines Punkts auf der Erdoberfläche wird in den Geowissenschaften der Winkel bezeichnet, den die Verbindungsstrecke vom Erdmittelpunkt zu diesem Punkt mit der Äquatorebene einschließt.
Hingegen ist die geografische Breite (mit B, β (beta) oder φ (phi) bezeichnet) um bis zu 0,19 Grad größer als die geozentrische Breite, weil sie sich auf die Normale zum Erdellipsoid bezieht. Letztere läuft nicht zwingend durch das Erdzentrum, sondern wegen der Erdabplattung um bis zu 22 km daran vorbei.
Die maximale Winkeldifferenz B − ψ von 0,19° tritt am 45. Breitengrad auf, während die beiden Breiten bei 0° (Äquator) und an den Polen übereinstimmen.